# Framed 2
Framed 2 (стилизовано как FRAMED 2) — компьютерная игра в жанре головоломки, стилизованной под комикс. Является продолжение игры FRAMED. Игра была разработана компанией Loveshack Entertainment, и издана Noodlecake Studios Inc. Выпуск состоялся 19 сентября 2017 года. Игра доступна на платформах Android, iOS, Windows, macOS и Nintendo Switch.

## Сюжет
Действия разворачиваются за несколько лет до событий в FRAMED в вымышленном китайском городке.
Шпион в белых очках с кейсом выходит из корабля и направляется в сторону здания заказчика, но его замечает Лейтенант, и он выпускает свою собаку чтобы тот остановил его. Шпион успешно уходит от собаки и от полицейских которые были рядом со зданием, после чего он входит в здание и вызывает лифт, после чего смотрит назад в окно, через которое Грейс уронила горшок с цветком. Шпион добирается до квартиры заказчика и входит в него. Он кладет кейс на пол рядом с заказчиком, но выясняется что тот был убит(или же без сознания) пока держал в руках сигарету. Шпион, поняв что это засада, выходит из здания и направляется в сторону порта, из которого отправляется корабль в город(из FRAMED).По пути в порт, он заходит в фабрику 09, в котором он скрывается от охраны, и по пути видит саму Грейс. Он решает взять её с собой. Они отправляются в порт, но на половине пути их останавливает Лейтенант угрожая пистолетом, чтобы взять кейс, но когда Шпион дает Лейтенанту кейс, Шпион берет из его рук пистолет, после чего они начинают гоняться за ним. Вдруг Лейтенант едва не упав со стройки, держится за конец кирпичного угла. Шпион увидев это, захотел застрелить Лейтенанта, но из-за того что рядом была Грейс(ребёнок), он просто выкинул пистолет вниз, после чего они вновь направились в сторону порта. На своем пути в конце они захотели перейти через хрупкое сооружение, из-за чего в конце Шпион остался один, уронив кейс. Шпион лазает по камням которые были прикреплены к сооружению часов, и в конце он попадает в фабрику по производству картонных коробок. Грейс в это время упав в мусорный бак, уходит от Лейтенанта, и в конце она добирается до порта, но она не садится на корабль, а ждет когда придет Шпион. Через некоторое время Шпион скрывается от охраны в порту и фабрике, и приземляется прямо перед носом Лейтенанта, после чего они начинают драться, и в конце побеждает Шпион. Грейс тем временем садится на корабль, и машет рукой Шпиону, пока тот бежит, но вдруг оказывается что Лейтенант жив, и он вытаскивает свой пистолет, и стреляет в Шпиона.
Над грустной музыкой показывается как падают очки Шпиона, но до конца не известно, погиб он, или нет.
После титров показывается кат-сцена где Грейс уже выросла, и дает Шпиону в чёрном кейс, 100 долларов и задание на убийство Лейтенанта (это та самая сцена, которая показывается когда игрок запускает FRAMED).

## Игровой процесс
Игровой процесс практически ничем не отличается от своего предшественника.Разве что из нововведений можно отметить систему боя схожая с игрой «Камень, ножницы, бумага» и карточки в форме картинок для опубликования в социальных сетях или же хранения в галерее (недоступно в FRAMED Collection).

## Саундтрек
Автором саундтрека стал Эдриан Мур.
27 июля 2018 года вышло официальное видео о выходе официального саундтрека игры в Spotify и iTunes.

## Оценки
FRAMED 2 получил 87 из 100 на Metacritic, 100 из 100 на сайте TouchArcade, 90 из 100 на сайте Gamezebo, 80 из 100 на сайте 148Apps,.